# Campeonato Europeo de Tiro de 2013
El XXXIV Campeonato Europeo de Tiro se celebró en Osijek (CRO) entre el 22 de julio y el 2 de agosto de 2013 bajo la organización de la Confederación Europea de Tiro (ESC) y la Federación Croata de Tiro Deportivo.
Las competiciones se realizaron en el Campo de Tiro Pampas de la ciudad croata. 

## Resultados

### Masculino
| Evento                                 | Oro                                | Plata                               | Bronce                                 |
| -------------------------------------- | ---------------------------------- | ----------------------------------- | -------------------------------------- |
| Rifle 3 posiciones 300 m (01.08)       | Cyrill Graff Francia 1179 pts.     | Josselin Henry Francia 1174-52 pts. | Marcel Bürge · Suiza · 1174-46 pts.    |
| Rifle 3 posiciones 300 m (equipos)     | Francia 3522                       | Suiza · 3487                        | Noruega · 3483                         |
| Rifle en pos. tendida 300 m (31.07)    | Anders Brolund · Suecia · 599      | Marcel Bürge · Suiza · 598-45       | Valérian Sauveplane Francia 598-33     |
| Rifle en pos. tendida 300 m (equipos)  | Francia 1788-98                    | Suecia · 1788-95                    | Dinamarca 1783                         |
| Rifle estándar 300 m (02.08)           | Michael Podolak · Austria · 586    | Marcel Bürge · Suiza · 583-26       | Bernhard Pickl · Austria · 583-25      |
| Rifle estándar 300 m (equipos)         | Suiza · 1745                       | Noruega · 1743                      | Austria · 1742                         |
| Rifle 3 posiciones 50 m (28.07)        | Nazar Luginets · Rusia · 452,3     | Valérian Sauveplane Francia 451,6   | Vitali Bubnovich · Bielorrusia · 441,4 |
| Rifle 3 posiciones 50 m (equipos)      | Francia 3513                       | Rusia · 3509                        | Bielorrusia · 3501                     |
| Rifle en pos. tendida 50 m (24.07)     | Valérian Sauveplane Francia 208,8  | Henri Junghänel · Alemania · 208,6  | Sergei Martynov · Bielorrusia · 187,4  |
| Rifle en pos. tendida 50 m (equipos)   | Francia 1873,6                     | Bielorrusia · 1872,7                | Dinamarca 1872,0                       |
| Pistola 50 m (27.07)                   | Giuseppe Giordano · Italia · 195,7 | João Costa Portugal 189,3           | Denis Kulakov · Rusia · 167,3          |
| Pistola 50 m (equipos)                 | Italia · 1671                      | Turquía 1665                        | Rusia · 1655                           |
| Pistola rápida de fuego 25 m (30.07)   | Roman Bondaruk · Ucrania · 32      | Alexei Klimov · Rusia · 31          | Christian Reitz · Alemania · 27        |
| Pistola rápida de fuego 25 m (equipos) | Alemania · 1742                    | Rusia · 1728                        | Polonia · 1715                         |
| Pistola de fuego 25 m (02.08)          | Yusuf Dikeç Turquía 590            | Christian Reitz · Alemania · 588    | Fatih Kavruk Turquía 587               |
| Pistola de fuego 25 m (equipos)        | Turquía 1741                       | Ucrania · 1729                      | Finlandia · 1727                       |
| Pistola estándar 25 m (01.08)          | Yusuf Dikeç Turquía 578            | Roman Bondaruk · Ucrania · 573+49   | João Costa Portugal 573+47             |
| Pistola estándar 25 m (equipos)        | Rusia · 1708                       | Turquía 1707                        | Ucrania · 1706                         |

### Femenino
| Evento                                | Oro                                  | Plata                              | Bronce                           |
| ------------------------------------- | ------------------------------------ | ---------------------------------- | -------------------------------- |
| Rifle 3 posiciones 300 m (31.07)      | Anžela Voronova Estonia 586          | Karolina Kowalczyk · Polonia · 582 | Lesia Leskiv · Ucrania · 581     |
| Rifle 3 posiciones 300 m (equipos)    | Suiza · 1727                         | Polonia · 1722                     | Noruega · 1696                   |
| Rifle en pos. tendida 300 m (30.07)   | Charlotte Jakobsen Dinamarca 595-28  | Olivia Goberville Francia 595-27   | Gudrun Wittmann · Alemania · 594 |
| Rifle en pos. tendida 300 m (equipos) | Alemania · 1767                      | Suiza · 1766                       | Estonia 1765                     |
| Rifle 3 posiciones 50 m (26.07)       | Amelie Kleinmanns · Alemania · 456,2 | Snježana Pejčić · Croacia · 453,9  | Ivana Maksimović Serbia 440,0    |
| Rifle 3 posiciones 50 m (equipos)     | República Checa · 1737               | Francia 1736-82                    | Polonia · 1736-81                |
| Rifle en pos. tendida 50 m (25.07)    | Nataliya Kalnysh · Ucrania · 597     | Ramona Gößler · Alemania · 595     | Kata Veres · Hungría · 593       |
| Rifle en pos. tendida 50 m (equipos)  | Ucrania · 1767                       | Alemania · 1767                    | Polonia · 1764                   |
| Pistola 25 m (25.07)                  | Heidi Diethelm Gerber · Suiza ·      | Munkhbayar Dorjsuren · Alemania ·  | Monika Karsch · Alemania ·       |
| Pistola 25 m (equipos)                | Rusia · 1743                         | Alemania · 1735                    | Serbia 1728                      |

## Medallero
| Núm. | País            | Oro | Plata | Bronce | Total |
| ---- | --------------- | --- | ----- | ------ | ----- |
| 1    | Francia         | 6   | 4     | 1      | 11    |
| 2    | Alemania        | 3   | 6     | 3      | 12    |
| 3    | Suiza           | 3   | 4     | 1      | 8     |
| 4    | Rusia           | 3   | 3     | 2      | 8     |
| 5    | Ucrania         | 3   | 2     | 2      | 7     |
| 6    | Turquía         | 3   | 2     | 1      | 6     |
| 7    | Italia          | 2   | 0     | 0      | 2     |
| 8    | Suecia          | 1   | 1     | 0      | 2     |
| 9    | Austria         | 1   | 0     | 2      | 3     |
| 9    | Dinamarca       | 1   | 0     | 2      | 3     |
| 11   | Estonia         | 1   | 0     | 1      | 2     |
| 12   | República Checa | 1   | 0     | 0      | 1     |
| 13   | Polonia         | 0   | 2     | 3      | 5     |
| 14   | Bielorrusia     | 0   | 1     | 3      | 4     |
| 15   | Noruega         | 0   | 1     | 2      | 3     |
| 16   | Portugal        | 0   | 1     | 1      | 2     |
| 17   | Croacia         | 0   | 1     | 0      | 1     |
| 18   | Serbia          | 0   | 0     | 2      | 2     |
| 19   | Finlandia       | 0   | 0     | 1      | 1     |
| 19   | Hungría         | 0   | 0     | 1      | 1     |
|      | TOTAL           | 28  | 28    | 28     | 84    |